# Pedro Larrea
Pedro Larrea (n. Loja, Ecuador; 21 de mayo de 1986) es un exfutbolista ecuatoriano. Se desempeñaba como centrocampista y su último equipo fue Libertad Fútbol Club de la Serie A de Ecuador.

## Trayectoria

### Liga Deportiva Universitaria
Pedro se formó en Liga Deportiva Universitaria, club con el que debuta profesionalmente a los 17 años, en el 2004 en un partido con el Barcelona en el estadio Monumental de Guayaquil, bajo la conducción del uruguayo Jorge Fossati. Su primer gol lo convierte en 2009, ante Emelec en el estadio George Capwell, en un partido que terminó empatado a 1-1. Con el equipo "universitario" de Liga Deportiva Universitaria ganó tres títulos de Serie A a nivel local y tres títulos internacionales, incluyendo la Copa Libertadores 2008, jugando también la Copa Mundial de Clubes de la FIFA 2008 y quedando subcampeón. 

### Macará
Después tuvo un paso breve por Macará de Ambato en 2010.

### Barcelona
En 2011 es contratado por Barcelona Sporting Club.

### Liga de Loja
En el 2012 ficha por Liga de Loja, equipo de su tierra natal, y en donde se convierte en capitán, figura y referente del equipo.

### El Nacional
Para el 2016 se anunciaba su traspaso al Botafogo de Brasil, cayéndose la negociación con dicho club por no presentar sus documentos como jugador libre.
Para la temporada 2016 el El Nacional lo contrata, siendo un gran aporte para el club en el medio campo logrando clasificar a torneos internacionales como la Copa Libertadores de América y Copa Sudamericana.

### Deportivo Cuenca
Para la temporada 2018 por falta de continuidad en El Nacional se vincula al Deportivo Cuenca.

## Selección nacional
Tuvo su primer llamado a la selección nacional, en 2013 bajo del técnico Reinaldo Rueda para los partidos contra las selecciones de Colombia y Bolivia.
Con la llegada del nuevo director técnico Gustavo Quinteros, lo convoca para los partidos amistosos frente a las selecciones de México y Argentina, llega a formar parte de los 23 jugadores para la Copa América de Chile.

### Eliminatorias mundialistas
| Eliminatorias     | Sede            | Resultado   |
| ----------------- | --------------- | ----------- |
| Eliminatoria 2014 | América del Sur | Clasificado |

### Participaciones en Copa América
| Copa              | Sede           | Resultado        |
| ----------------- | -------------- | ---------------- |
| Copa América 2015 | Chile          | Primera ronda    |
| Copa América 2016 | Estados Unidos | Cuartos de final |

## Estadísticas

### Clubes
Actualizado al último partido disputado el 23 de noviembre de 2024.
| Club                                   | Div.          | Temporada     | Liga  | Liga  | Copas nacionales | Copas nacionales | Copas internacionales | Copas internacionales | Total | Total |
| Club                                   | Div.          | Temporada     | Part. | Goles | Part.            | Goles            | Part.                 | Goles                 | Part. | Goles |
| -------------------------------------- | ------------- | ------------- | ----- | ----- | ---------------- | ---------------- | --------------------- | --------------------- | ----- | ----- |
| Liga Deportiva Universitaria · Ecuador | 1.ª           | 2003          | 1     | 0     | —                | —                | —                     | —                     | 1     | 0     |
| Liga Deportiva Universitaria · Ecuador | 1.ª           | 2004          | 0     | 0     | —                | —                | —                     | —                     | 0     | 0     |
| Liga Deportiva Universitaria · Ecuador | 1.ª           | 2005          | 3     | 0     | —                | —                | —                     | —                     | 3     | 0     |
| Liga Deportiva Universitaria · Ecuador | 1.ª           | 2006          | 22    | 0     | —                | —                | —                     | —                     | 22    | 0     |
| Liga Deportiva Universitaria · Ecuador | 1.ª           | 2007          | 16    | 0     | —                | —                | —                     | —                     | 16    | 0     |
| Liga Deportiva Universitaria · Ecuador | 1.ª           | 2008          | 22    | 0     | —                | —                | 3                     | 0                     | 25    | 0     |
| Liga Deportiva Universitaria · Ecuador | 1.ª           | 2009          | 21    | 1     | —                | —                | 9                     | 0                     | 30    | 1     |
| Liga Deportiva Universitaria · Ecuador | Total club    | Total club    | 85    | 1     | 0                | 0                | 12                    | 0                     | 97    | 1     |
| C. D. Macará · Ecuador                 | 1.ª           | 2010          | 37    | 3     | —                | —                | —                     | —                     | 37    | 3     |
| C. D. Macará · Ecuador                 | Total club    | Total club    | 37    | 3     | 0                | 0                | 0                     | 0                     | 37    | 3     |
| Barcelona S. C. · Ecuador              | 1.ª           | 2011          | 12    | 0     | —                | —                | —                     | —                     | 12    | 0     |
| Barcelona S. C. · Ecuador              | Total club    | Total club    | 12    | 0     | 0                | 0                | 0                     | 0                     | 12    | 0     |
| Liga de Loja · Ecuador                 | 1.ª           | 2012          | 37    | 0     | —                | —                | 6                     | 1                     | 43    | 1     |
| Liga de Loja · Ecuador                 | 1.ª           | 2013          | 37    | 3     | —                | —                | 5                     | 1                     | 42    | 4     |
| Liga de Loja · Ecuador                 | 1.ª           | 2014          | 34    | 2     | —                | —                | —                     | —                     | 34    | 2     |
| Liga de Loja · Ecuador                 | 1.ª           | 2015          | 32    | 4     | —                | —                | 2                     | 0                     | 34    | 4     |
| Liga de Loja · Ecuador                 | Total club    | Total club    | 140   | 9     | 0                | 0                | 13                    | 2                     | 153   | 11    |
| El Nacional · Ecuador                  | 1.ª           | 2016          | 32    | 1     | —                | —                | —                     | —                     | 32    | 1     |
| El Nacional · Ecuador                  | 1.ª           | 2017          | 32    | 1     | —                | —                | 2                     | 0                     | 34    | 1     |
| El Nacional · Ecuador                  | 1.ª           | 2018          | 5     | 0     | —                | —                | 1                     | 0                     | 6     | 0     |
| El Nacional · Ecuador                  | Total club    | Total club    | 69    | 2     | 0                | 0                | 3                     | 0                     | 72    | 2     |
| Deportivo Cuenca · Ecuador             | 1.ª           | 2018          | 19    | 0     | —                | —                | —                     | —                     | 19    | 0     |
| Deportivo Cuenca · Ecuador             | 1.ª           | 2019          | 25    | 1     | 1                | 0                | —                     | —                     | 26    | 1     |
| Deportivo Cuenca · Ecuador             | 1.ª           | 2020          | 12    | 0     | —                | —                | —                     | —                     | 12    | 0     |
| Deportivo Cuenca · Ecuador             | 1.ª           | 2021          | 10    | 0     | —                | —                | —                     | —                     | 10    | 0     |
| Deportivo Cuenca · Ecuador             | Total club    | Total club    | 66    | 1     | 1                | 0                | 0                     | 0                     | 67    | 1     |
| Libertad F. C. · Ecuador               | 2.ª           | 2022          | 23    | 0     | 0                | 0                | —                     | —                     | 23    | 0     |
| Libertad F. C. · Ecuador               | 1.ª           | 2023          | 23    | 1     | —                | —                | —                     | —                     | 23    | 1     |
| Libertad F. C. · Ecuador               | 1.ª           | 2024          | 17    | 0     | 2                | 0                | —                     | —                     | 19    | 0     |
| Libertad F. C. · Ecuador               | Total club    | Total club    | 63    | 1     | 2                | 0                | 0                     | 0                     | 65    | 1     |
| Total carrera                          | Total carrera | Total carrera | 472   | 17    | 3                | 0                | 28                    | 2                     | 503   | 19    |
| 1. 2.                                  |               |               |       |       |                  |                  |                       |                       |       |       |

## Palmarés

### Campeonatos nacionales
| Título                 | Club                         | País    | Año  |
| ---------------------- | ---------------------------- | ------- | ---- |
| Campeonato Ecuatoriano | Liga Deportiva Universitaria | Ecuador | 2003 |
| Torneo Apertura        | Liga Deportiva Universitaria | Ecuador | 2005 |
| Campeonato Ecuatoriano | Liga Deportiva Universitaria | Ecuador | 2007 |

### Campeonatos internacionales
| Título              | Club                         | País    | Año  |
| ------------------- | ---------------------------- | ------- | ---- |
| Copa Libertadores   | Liga Deportiva Universitaria | Ecuador | 2008 |
| Copa Sudamericana   | Liga Deportiva Universitaria | Ecuador | 2009 |
| Recopa Sudamericana | Liga Deportiva Universitaria | Ecuador | 2009 |